# Hat Yai internationella flygplats
Hat Yai internationella flygplats (IATA: HDY, ICAO: VTSS) är den största flygplatsen i Hat Yai, Södra Thailand. Den är under ledning av Airports of Thailand, PCL. Flygplatsen är också en viktig inkörsport för muslimer på sin årliga pilgrimsfärd till Mecka. Nuförtiden är det mer än 800.000 passagerare, 9.500 flygningar och 12.000 ton gods som hanteras på denna flygplats.

## Destinationer

### Inrikes
| Flygbolag                  | Destinationer        |
| -------------------------- | -------------------- |
| Nok Air                    | Bangkok              |
| One-two-go Airlines        | Bangkok              |
| Thai Air Asia              | Bangkok-Suvarnabhumi |
| Thai Airways International | Bangkok-Suvarnabhumi |

### Internationell
| Flygbolag         | Destinationer |
| ----------------- | ------------- |
| Tiger Airways     | Singapore     |
| Malaysia Airlines | Kuala Lumpur  |

## Olyckor och tillbud
- Under bombexplosionerna 2005 i Songkhla, var en bomb planterad vid avgångshallen av thailändska separatister. Bomben exploderade den 3 april 2005, och dödade en passagerare och skadade 10.[1]
- Den 14 januari 2017 totalhavererade ett stridsflygplan, Saab 39 Gripen, från Wing 56 under en flyguppvisning vid flygplatsen. Piloten, Sqn Ldr Dilokrit Pattavee, omkom i samband med kollisionen med rullbanan.[2]